# Villa Fränzi
Villa Fränzi (čp. 739) je reprezentativní secesní vila v ulici Jana Švermy (dříve Klášterní) ve vilové čtvrti dříve známé jako Zahradní Město v Kadani. Dokončena byla roku 1911. Autorem projektu je kadaňský stavitel Johann Petzet, který jej vyhotovil na zakázku pro Hermanna Kocha, německého konfekcionáře a výrobce luxusních obleků.

## Historie

### Výstavba
Návrh vily vznikl na objednávku Hermanna Kocha, pro kterého jej vytvořil kadaňský architekt a stavitel Josef Petzet. Projekt byl dokončen v lednu 1911 a ještě téhož roku v červnu se do vily nastěhovali její první majitelé, rodina Kochových. Vila je koncipována v secesním stylu, má výrazný štít, arkýř a je doplněna venkovním schodištěm a prosklenou verandou.
Roku 1938 si další majitelé vily, manželé Emil a Hermine Horetzky, zřídili v zahradě dřevěný altán.

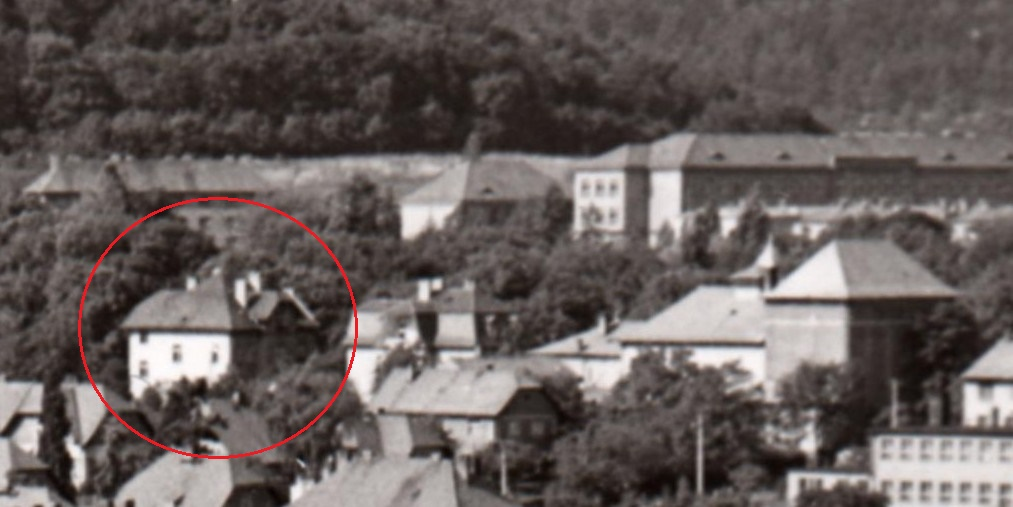
Villa Franzi (červeně zakroužkovaná) na černobílé fotografie města Kadaně

### Majitelé
Stavebníkem vily čp. 739 byl německý konfekcionář Hermann Koch (narozen 1877), který byl evangelického vyznání a zbohatl jako výrobce luxusních obleků v berlínské čtvrti Wilmersdorf. Není zcela jisté, proč se rozhodl přesunout do Čech. Ať už to byl obchod nebo dovolená, jisté je, že se usadil v Březně u Chomutova, kde se mu roku 1901 s Louise Kroh (narozenou 1877), rodačkou z Kadaně, narodil syn Josef. S Louise se krátce nato roku 1902 oženil v děkanském kostele Povýšení sv. Kříže v Kadani. Rodina Kochových se však ještě téhož roku přestěhovala do Vídně, kde se jim narodila dcera Leisi. Později se rodina opět stěhovala, a sice do Berlína, který se stal rodištěm jejich třetího potomka, Fränziho (narozen 1906). Malý Fränzi, jehož jméno je zdrobnělinou jména Franz, se brzy stal otcovým miláčkem. Roku 1906 se celá rodina vrátila do Kadaně a zřejmě proto, že se Hermannovi obchodně dařilo, se rozhodl, že nechá postavit reprezentativní rodinnou rezidenci. V lednu 1911 pro něj dokončil kadaňský architekt a stavitel Josef Petzet projekt honosné vily a už v červnu téhož roku se do ní mohla rodina nastěhovat. Nově vzniklé Ville Koch se brzy neřeklo jinak než Villa Fränzi, na počest nejmladšího potomka rodiny Kochových. Rodina však nežila ve vile společně nijak dlouho, neboť již v září 1911 se Hermann Koch přihlásil k trvalému bydlišti v Berlíně-Wilmersdorfu, přičemž není jisté, zda jej k tomu vedly obchodní záležitosti, či rodinné neshody.
Villa Fränzi se roku 1918 stala majetkem profesora Emila Rudolfa Horetzkyho, učitele na střední zemědělské škole v Kadani. Emil Rudolf Horetzky se narodil roku 1872 v Krajkové na Chebsku, zatímco jeho žena Hermine (narozená 1877), dívčím jménem Johne, pocházela z Bílého Kostela nad Nisou u Liberce. Emil a Hermine se vzali již roku 1905 v Hrádku nad Nisou, zůstali však bezdětní. V roce 1903 absolvoval Emil Horetzky univerzitu v saském Lipsku, kde získal doktorát z filosofie a složil též zkoušky v oboru diplomovaný zemědělský specialista. Jeho disertační práce, která se zabývala dusičnanem vápenatým (ledkem) a jeho využitím jako hnojiva při pěstování ječmene pro pivovarnictví, vyšla téhož roku německy i v lipském univerzitním nakladatelství. Od roku 1906 působil Horetzky jako odborný pedagog při střední zemědělské škole v Českých Budějovicích, kde se těšil oblibě především díky svým žádaným včelařským kurzům. Vždyť právě včelařství bylo jeho velkým koníčkem. Mimo jiné také publikoval v časopise Der Deutche Imker (Německý včelař) a roku 1907 se v českobudějovickém listě Südböhmische Volkszeitung objevil také jeho fejeton Feiren an der Ostsee o jeho letním pobytu na Baltu.
Od roku 1911 působil Emil Horetzky jako suplent předmětů chemie a agrochemie na střední zemědělské škole v Kadani a roku 1912 mu byl ministrem zemědělství udělen titul středoškolského profesora s definitivou. Na kadaňské zemědělce působil zhruba dvě desetiletí a vyučoval rostlinnou produkci, situační kreslení, lesnictví a zemědělskou praxi, agrochemii a analytickou chemii, a také technologie a technologickou praxi. Spravoval rovněž pokusné pole při zemědělské škole a od roku 1914 přednášel i agronomii. Stal se tehdy také kustodem agronomického kabinetu školy. Například v červnu 1913 se zúčastnil pedagogického kurzu v Hildesheimu, kam byl vyslán Zemským výborem Českého království. V těžkých dobách, kdy byla Kadaň součástí takzvané Sudetské župy, pronajímali manželé Horetzky některé obytné prostory ve vile nájemníkům. V letech 1944 a 1945 našlo ve vile útočiště několik německých uprchlíků z Chorvatska a Slovenska. Roku 1945 byli všichni obyvatelé vily vypovězeni obnovenými československými úřady.

### Zajímavosti
Z pramenů také víme, že se Horetzkým ve Ville Fränzi v listopadu 1931 přihodila nepříjemná věc, když jednoho večera došlo v Havlíčkově ulici (dříve Klenertova) k poškození městského vodovodu, v důsledku čehož byl zatopen celý suterén jejich vily a došlo také ke škodám v kuchyni a jedné další obytné místnosti. Odškodnění řešila na přelomu let 1931 a 1932 chomutovská pobočka pojišťovny Sekuritas a do složitého sporu se zapojil i tehdejší kadaňský starosta Eduard Hergl, který kvůli tomu korespondoval s pražskou centrálou pojišťovny.